# Cronologia delle versioni di Windows 10 Mobile
Windows 10 Mobile è un sistema operativo per dispositivi mobili sviluppato da Microsoft, rilasciato per la produzione il 20 novembre 2015 e reso disponibile per tutti il 17 marzo 2016. Nell'ottobre 2017, Microsoft ha annunciato che avrebbe interrotto lo sviluppo attivo di Windows 10 Mobile. L'ultimo aggiornamento è stato il Fall Creator Update e lo sviluppo successivo di Windows 10 Mobile è stato limitato alle versioni di manutenzione e alle patch di sicurezza.

## Versione 1511 (November Update)
Windows 10 Mobile versione 1511, nome in codice Threshold 2, è la prima versione di Windows 10 Mobile.
| Versioni in anteprima di Windows 10 versione 1511 | Versioni in anteprima di Windows 10 versione 1511      | Versioni in anteprima di Windows 10 versione 1511 |
| Versione                                          | Data di rilascio                                       | Novità |
| ------------------------------------------------- | ------------------------------------------------------ | --- |
| 9941.12498                                        | Ramo veloce e lento: 12 febbraio 2015                  | Questa è la prima build pubblica pre-rilascio pubblica di Windows 10. Comprende varie modifiche dal predecessore del sistema operativo, Windows Phone 8.1. Le modifiche includono una schermata iniziale aggiornata in cui lo sfondo viene visualizzato dietro le tessere traslucide anziché all'interno di esse e Live Tiles che può avere una nuova opzione di dimensioni elevate per le app che la supportano. Questa funzione verrebbe rimossa nelle build successive. Ulteriori modifiche alla schermata Start includono un elenco di app ridisegnato con lo sfondo come sfondo, le app installate di recente mostrate in alto e la possibilità di cercare app tramite una casella di ricerca prominente piuttosto che un pulsante di ricerca.. Altre modifiche includono le modifiche all'esperienza utente generale, inclusa la possibilità di espandere le notifiche, le notifiche utilizzabili, Il Centro operativo ha impostazioni aggiuntive per la commutazione e lo stesso design su tutti i dispositivi Windows 10. La tastiera è stata aggiornata per contenere un joystick virtuale per la selezione del testo e un pulsante per l'input vocale. Con questa build, le notifiche possono essere sincronizzate tra altri dispositivi Windows 10. Inoltre, premendo e tenendo premuto qualsiasi pulsante di attivazione in Centro operativo, l'utente passa alle rispettive impostazioni di tale opzione Quando si spegne il dispositivo, il sistema operativo visualizza sullo schermo un promemoria degli eventi del calendario in arrivo. Le funzionalità di sicurezza per questa build includono l'opzione di crittografia del dispositivo. Le nuove app incluse in questa build includono una nuova app file explorer, un'app di sveglie, che aggiunge le modalità orologio mondiale, timer e cronometro, e un'app di calcolatrice con un convertitore di unità incorporato, Il browser Microsoft Edge è ospitato da Internet Explorer, con l'intenzione di sostituire Internet Explorer con Microsoft Edge nelle versioni successive. L'app fotocamera predefinita del sistema è ora una versione aggiornata dell'app Lumia Camera. Altre app includono l'app foto con sincronizzazione OneDrive, raccolte e miglioramenti automatici delle foto e l'app di registrazione audio universale. Il sistema operativo introduce anche l'app Impostazioni universale portata dalla versione PC. |
| 10.0.10051                                        |                                                        | |
| 10.0.10052                                        | Ramo veloce: 21 aprile 2015                            | |
| 10.0.10136                                        | Ramo veloce: 16 giugno 2015                            | Microsoft introduce la funzionalità Reachability per dispositivi da 5 pollici e oltre, consentendo agli utenti di premere e tenere premuto il pulsante Windows per l'intero schermo per scorrere verso l'alto e raggiungere più facilmente gli elementi dell'interfaccia utente più importanti. Il risparmio batteria ora visualizza informazioni dettagliate sull'utilizzo della batteria di un'applicazione per l'illuminazione dello schermo, eseguendo il processore o trasferendo dati. L'app delle impostazioni offre la visualizzazione divisa in modalità orizzontale sui display ad alta risoluzione, offrendo un'interfaccia utente quasi identica a quella sul PC. Il browser web "Project Spartan" aggiunge le seguenti funzioni: Modalità privata, siti protetti - contrassegnati da un badge, video a schermo intero, un'opzione "Salva come" per le immagini Web per convertire i file in immagini .png o .jpg (in beta successive e rilasciato Windows 10, questa app è contrassegnata come Microsoft Edge). Altre modifiche includono l'impostazione 3G solo per la massima velocità di connessione, ulteriori miglioramenti a Cortana, l'abilità abilita e disabilita i backup OneDrive per le singole applicazioni, Stabilizzazione video digitale e VPN Point to Point Tunneling Protocol (PPTP) e Secure Socket Tunneling Protocol (SSTP). Questa build ha anche diverse modifiche minori all'interfaccia utente, tra cui il pulsante Tutte le app e i pulsanti Salta sono maiuscoli anziché minuscoli, la casella di ricerca sostituisce il pulsante di ricerca nella parte superiore dell'elenco di tutte le app. Internet Explorer Mobile viene rimosso a partire da questa build. |
| 10.0.10149                                        | Ramo veloce: 25 giugno 2015 Ramo lento: 8 luglio 2015  | Project Spartan è ora contrassegnato come Microsoft Edge, nel quale è stata introdotta l'opzione per visualizzare un sito Web in versione desktop o mobile. La barra degli indirizzi del browser è stata spostata nella parte inferiore dello schermo. Questa build porta con sé icone e immagini aggiornate (inclusi i controlli visivi). L'attivazione della torcia viene aggiunta come azione rapida nel Centro operativo Ora le ore di silenzio devono essere abilitate dal taccuino di Cortana. È stata aggiunta l'opzione per nascondere i pannelli di notifica sulla schermata di blocco. Infine, il limite di download sulle reti 3G è stato rimosso. L'app Foto ora mostra gli album (rullino fotografico, screenshot, foto salvate) e ha anche ottenuto il supporto per l'apertura dei file .gif. Il backup automatico della telecamera è ora abilitato dall'applicazione OneDrive. L'applicazione per fotocamera integrata ora supporta il riconoscimento facciale Questa build aggiunge anche il supporto per l'HTTP Live Streaming. |
| 10.0.10166                                        | Ramo veloce: 10 luglio 2015 Ramo lento: 22 luglio 2015 | Questa build rimuove infine l'app store di Windows Phone 8.1 legacy lasciando solo la versione di Windows 10 dell'app store. Di conseguenza, l'app di Windows 10 store perde l'etichetta beta. |

| Versioni pubbliche di Windows 10 versione 1511 | Versioni pubbliche di Windows 10 versione 1511                                               | Versioni pubbliche di Windows 10 versione 1511 |
| Versione                                       | Data di rilascio                                                                             | Novità |
| ---------------------------------------------- | -------------------------------------------------------------------------------------------- | --- |
| 10.0.10586 Versione 1511                       | Ramo veloce: 5 novembre 2015 Ramo lento: 9 novembre 2015 Rilascio pubblico: 12 novembre 2015 | Questa è la prima versione di Windows 10 rilasciata da Manufacturing (RTM). È stata rilasciata ai produttori di dispositivi per essere precaricati sui propri dispositivi. In questa build BitLocker aggiunge il supporto per l'algoritmo di crittografia XTS-AES. Altre funzionalità relative alla sicurezza includono Enhanced Credential Guard. Nell'app Impostazioni, in Privacy, sono ora inclusi Cronologia chiamate e Email. A partire da questa build, Windows Spotlight è disponibile sull'edizione Windows 10 Pro. |
| 10.0.10586.11                                  | Ramo veloce, lento e rilascio pubblico: 18 novembre 2015                                     | |
| 10.0.10586.29                                  | Ramo veloce, lento e rilascio pubblico: 8 dicembre 2015                                      | |
| 10.0.10586.36                                  | Ramo veloce, lento e rilascio pubblico: 17 dicembre 2015                                     | |
| 10.0.10586.63                                  | Ramo lento e rilascio pubblico: 12 gennaio 2016                                              | |
| 10.0.10586.71                                  | Ramo lento e rilascio pubblico: 27 gennaio 2016                                              | |
| 10.0.10586.107                                 | Ramo veloce, lento e rilascio pubblico: 24 novembre 2015                                     | |
| 10.0.10586.122                                 | Ramo lento, rilascio in anteprima e rilascio pubblico: 2 marzo 2016                          | |
| 10.0.10586.164                                 | Ramo lento, rilascio in anteprima e rilascio pubblico: 8 marzo 2016                          | |
| 10.0.10586.218                                 | Rilascio in anteprima e rilascio pubblico: 12 aprile 2016                                    | |
| 10.0.10586.242                                 | Rilascio in anteprima: 27 aprile 2016                                                        | Questo aggiornamento cumulativo offre un'interfaccia utente migliorata per il tracciamento dei dati in Rete e Wireless> Utilizzo dati nell'app Impostazioni. |
| 10.0.10586.318                                 | Rilascio in anteprima e rilascio pubblico: 10 maggio 2016                                    | Questo aggiornamento consente ai giochi e alle app UWP di sbloccare il framerate. Ciò consentirà ai giochi UWP di disabilitare V-Sync e abilitare l'uso di funzionalità di terze parti come G-Sync e Freesync. |
| 10.0.10586.338                                 | Rilascio in anteprima: 31 maggio 2016                                                        | |
| 10.0.10586.420                                 | Rilascio in anteprima e rilascio pubblico: 14 giugno 2016                                    | |
| 10.0.10586.456                                 | Rilascio in anteprima: 29 giugno 2016                                                        | |
| 10.0.10586.494                                 | Rilascio in anteprima e rilascio pubblico: 12 luglio 2016                                    | |
| 10.0.10586.545                                 | Rilascio in anteprima e rilascio pubblico: 9 agosto 2016                                     | |
| 10.0.10586.682                                 | Rilascio in anteprima e rilascio pubblico: 14 novembre 2016                                  | |

## Versione 1607 (Anniversary Update)
Windows 10 Mobile Anniversary Update o Windows 10 versione 1607, nome in codice Redstone 1, è il secondo importante aggiornamento di Windows 10 e il primo di una serie di aggiornamenti con il nome in codice Redstone. Porta il numero di build 10.0.14393. La prima anteprima è stata rilasciata il 19 febbraio 2016. È stato rilasciato al pubblico il 16 agosto 2016. La versione Redstone 1 di Windows 10 Mobile è stata disattivata nell'ottobre 2018 a partire dalla politica del ciclo di vita di Microsoft rendendo così la build 14393.2551 l'ultima della 1607.
| Versioni in anteprima di Windows 10 versione 1607 | Versioni in anteprima di Windows 10 versione 1607      | Versioni in anteprima di Windows 10 versione 1607 |
| Versione                                          | Data di rilascio                                       | Novità |
| ------------------------------------------------- | ------------------------------------------------------ | --- |
| 10.0.14267                                        | Ramo veloce: 19 febbraio 2016                          | - Nuova icona di ricerca musicale a Cortana - Miglioramenti a Microsoft Edge e Messaging + Skype - Miglioramenti dell'affidabilità per le tastiere con dizionari di grandi dimensioni |
| 10.0.14267.1004                                   | Ramo veloce: 24 febbraio 2016                          | - Nuova funzionalità Visual Voicemail per dispositivi dual-SIM - Funzionalità della cronologia riattivata nell'app People |
| 10.0.14283                                        | Ramo veloce: 10 marzo 2016                             | - Miglioramenti al telefono, alle app di Outlook Mail e Calendario |
| 10.0.14291                                        | Ramo veloce: 17 marzo 2016                             | - Miglioramenti a Microsoft Edge - Nuova tastiera giapponese con un tocco a una mano kana - Nuova app dell'Hub di Feedback - Miglioramenti al riconoscimento del flusso di parole più lunghe |
| 10.0.14295                                        | Ramo veloce: 25 marzo 2016 Ramo lento: 30 marzo 2016   | |
| 10.0.14322                                        | Ramo veloce: 14 aprile 2016                            | - Miglioramenti al centro operativo, alle notifiche, a Cortana, a Microsoft Edge e alla schermata di blocco - Aggiornato l'app Impostazioni - Nuove icone per le singole pagine delle impostazioni - Nuova pagina delle impostazioni della barra di navigazione e impostazione di vibrazione - Aggiornamento delle impostazioni della batteria e esperienza di risparmio della batteria - Le impostazioni della schermata Glance si sono spostate - Aggiornamento delle impostazioni di Windows Update - Nuove emoji - Aggiunto supporto Ethernet USB con Continuum - Nuova funzione per i commenti nell'hub di feedback |
| 10.0.14327                                        | Ramo veloce: 20 aprile 2016                            | - New Messaging Everywhere feature - Enabled Cortana for more languages |
| 10.0.14328                                        | Ramo veloce: 22 aprile 2016                            | - Improvements to Start experience |
| 10.0.14332                                        | Ramo veloce: 26 aprile 2016                            | - Improvements to the share UI for Cortana Reminders - Reliability improvements to the Chinese IME |
| 10.0.14342                                        | Ramo veloce: 16 maggio 2016 Ramo lento: 31 maggio 2016 | - Nuova funzionalità di navigazione a scorrimento in Microsoft Edge - Nuove app per i siti web - Miglioramenti al feedback Hub - Aumentata la dimensione del carattere e la spaziatura migliorata della pagina di migrazione dei dati - Interfaccia di comandi multimediali lucido nella schermata di blocco - Prestazioni migliorate durante il recupero delle coordinate GPS aggiornate durante la guida |
| 10.0.14356                                        | Ramo veloce: 1º giugno 2016                            | - Improvements to Cortana and Glance screen - Updated the UI for rearranging Quick Actions in the Settings app - Updated thumbnail generation logic - Updated the Mobile Hotspot settings page - Reliability improvement to Cortana |
| 10.0.14361                                        | Ramo veloce: 8 giugno 2016                             | - Miglioramenti alle impostazioni - Lucido il modello di licenziamento della notifica - Miglioramento dell'affidabilità a Cortana - Introdotta una tastiera con una sola mano per dispositivi da 5 pollici |
| 10.0.14364                                        | Ramo veloce: 14 giugno 2016                            | - Miglioramenti visivi minori all'app Impostazioni |
| 10.0.14367                                        | Ramo veloce: 16 giugno 2016 Ramo lento: 21 giugno 2016 | |
| 10.0.14371                                        | Ramo veloce: 21 giugno 2016                            | - Nuova app: Microsoft Wallet |
| 10.0.14372                                        | Ramo veloce: 23 giugno 2016 Ramo lento: 28 giugno 2016 | |
| 10.0.14376                                        | Ramo veloce: 28 giugno 2016                            | - Aggiornata l'app Gadget - Messaging Everywhere è stato rimosso dall'app di messaggistica |
| 10.0.14379                                        | Ramo veloce: 30 giugno 2016                            | |
| 10.0.14383                                        | Ramo veloce: 7 luglio 2016                             | - Migliorate prestazioni della batteria accendendo e spegnendo lo schermo sulla schermata di blocco |
| 10.0.14385                                        | Ramo veloce: 9 luglio 2016                             | - Migliori prestazioni della batteria su dispositivi precedenti |
| 10.0.14388                                        | Ramo veloce: 12 luglio 2016 Ramo lento: 15 luglio 2016 | |
| 10.0.14390                                        | Ramo veloce: 15 luglio 2016                            | |

| Versioni pubbliche di Windows 10 versione 1607 | Versioni pubbliche di Windows 10 versione 1607                                               | Versioni pubbliche di Windows 10 versione 1607 |
| Versione                                       | Data di rilascio                                                                             | Novità                                         |
| ---------------------------------------------- | -------------------------------------------------------------------------------------------- | ---------------------------------------------- |
| 10.0.14393                                     | Ramo veloce: 18 luglio 2016 Ramo lento: 20 luglio 2016 Rilascio in anteprima: 28 luglio 2016 |                                                |
| 10.0.14393.3                                   | Ramo veloce e lento: 22 luglio 2016                                                          |                                                |
| 10.0.14393.5                                   | Ramo veloce: 25 luglio 2016 Ramo lento e rilascio in anteprima: 28 luglio 2016               |                                                |
| 10.0.14393.67 Version 1607                     | Ramo veloce, lento e rilascio in anteprima: 9 agosto 2016 Rilascio pubblico: 16 agosto 2016  |                                                |
| 10.0.14393.82                                  | Rilascio in anteprima: 23 agosto 2016                                                        |                                                |
| 10.0.14393.103                                 | Ramo lento e rilascio in anteprima: 25 agosto 2016                                           |                                                |
| 10.0.14393.105                                 | Ramo lento e rilascio in anteprima: 7 settembre 2016                                         |                                                |
| 10.0.14393.187                                 | Ramo lento e rilascio in anteprima: 14 settembre 2016                                        |                                                |
| 10.0.14393.189                                 | Rilascio pubblico: 15 settembre 2016                                                         |                                                |
| 10.0.14393.221                                 | Ramo lento e rilascio in anteprima: 26 settembre 2016                                        |                                                |
| 10.0.14393.321                                 | Ramo lento, rilascio in anteprima e rilascio pubblico: 11 ottobre 2016                       |                                                |
| 10.0.14393.351                                 | Ramo lento e rilascio in anteprima: 20 ottobre 2016                                          |                                                |
| 10.0.14393.448                                 | Ramo lento, rilascio in anteprima e rilascio pubblico: 9 novembre 2016                       |                                                |
| 10.0.14393.479                                 | Rilascio in anteprima: 29 novembre 2016                                                      |                                                |
| 10.0.14393.576                                 | Rilascio in anteprima e rilascio pubblico: 13 dicembre 2016                                  |                                                |
| 10.0.14393.594                                 | Rilascio in anteprima: 4 gennaio 2017                                                        |                                                |
| 10.0.14393.726                                 | Rilascio in anteprima: 24 gennaio 2017                                                       |                                                |
| 10.0.14393.953                                 | Rilascio in anteprima e rilascio pubblico: 14 marzo 2017                                     |                                                |
| 10.0.14393.1066                                | Rilascio in anteprima e rilascio pubblico: 11 aprile 2017                                    |                                                |
| 10.0.14393.1198                                | Rilascio pubblico: 9 maggio 2017                                                             |                                                |
| 10.0.14393.1358                                | Rilascio pubblico: 13 giugno 2017                                                            |                                                |
| 10.0.14393.1378                                | Rilascio pubblico: 27 giugno 2017                                                            |                                                |
| 10.0.14393.1480                                | Rilascio pubblico: 11 luglio 2017                                                            |                                                |
| 10.0.14393.1593                                | Rilascio pubblico: 8 agosto 2017                                                             |                                                |
| 10.0.14393.1715                                | Rilascio pubblico: 12 settembre 2017                                                         |                                                |
| 10.0.14393.1770                                | Rilascio pubblico: 10 ottobre 2017                                                           |                                                |
| 10.0.14393.1884                                | Rilascio pubblico: 14 novembre 2017                                                          |                                                |
| 10.0.14393.1944                                | Rilascio pubblico: 12 dicembre 2017                                                          |                                                |
| 10.0.14393.2007                                | Rilascio pubblico: 3 gennaio 2018                                                            |                                                |
| 10.0.14393.2068                                | Rilascio pubblico: 13 febbraio 2018                                                          |                                                |
| 10.0.14393.2126                                | Rilascio pubblico: 20 marzo 2018                                                             |                                                |
| 10.0.14393.2189                                | Rilascio pubblico: 10 aprile 2018                                                            |                                                |
| 10.0.14393.2248                                | Rilascio pubblico: 8 maggio 2018                                                             |                                                |
| 10.0.14393.2318                                | Rilascio pubblico: 12 giugno 2018                                                            |                                                |
| 10.0.14393.2363                                | Rilascio pubblico: 10 luglio 2018                                                            |                                                |
| 10.0.14393.2431                                | Rilascio pubblico: 14 agosto 2018                                                            |                                                |
| 10.0.14393.2551                                | Rilascio pubblico: 9 ottobre 2018                                                            |                                                |

## Versione 1703 (Creators Update)
Il Windows 10 Mobile Creators Update o Windows 10 versione 1703, nome in codice "Redstone 2", è il terzo aggiornamento principale di Windows 10 e il secondo in una serie di aggiornamenti con i nomi in codice Redstone. La prima anteprima è stata rilasciata agli Insider il 17 agosto 2016.
| Versioni in anteprima di Windows 10 versione 1703 | Versioni in anteprima di Windows 10 versione 1703         | Versioni in anteprima di Windows 10 versione 1703 |
| Versione                                          | Data di rilascio                                          | Novità |
| ------------------------------------------------- | --------------------------------------------------------- | --- |
| 10.0.14905                                        | Ramo veloce: 17 agosto 2016                               | Con questa build, il narratore è stato migliorato per quanto riguarda l'utilizzo della navigazione con tastiera comune nelle tabelle. Anche la scorciatoia da tastiera Ctrl + O per la messa a fuoco sulla barra degli indirizzi viene aggiunta a Microsoft Edge. Vengono aggiunti nuovi suoni e suonerie di sistema. |
| 10.0.14915                                        | Ramo veloce: 31 agosto 2016                               | Il trascinamento manuale dei file MP3 o WMA nella cartella "Suonerie" del dispositivo da un PC o scaricato dall'interno del dispositivo consente al supporto di essere disponibile come suoneria o sveglia. |
| 10.0.14926                                        | Ramo veloce: 14 settembre 2016                            | La stessa funzione di snooze da PC è disponibile su dispositivi mobili, insieme ai miglioramenti delle prestazioni nei siti di immissione di testo pesanti. La pagina delle impostazioni Wi-Fi del PC arriva a Mobile, impostata per sostituire la pagina delle impostazioni Wi-Fi basate su Windows Phone 8.1. Tuttavia, a partire da ora, la pagina delle impostazioni Wi-Fi legacy rimane anche un fallback temporaneo. |
| 10.0.14931                                        | Ramo veloce: 21 settembre 2016 Ramo lento: 5 ottobre 2016 | L'app Hub di Feedback è stata aggiornata per includere una modalità scura che può essere impostata dall'utente o automaticamente in base al tema del sistema, una pagina delle impostazioni e il nome dell'autore nella sezione dettagli dei feedback. Altri aggiornamenti delle app includono Mappe di Windows, che introduce la possibilità di controllare il traffico per la rotta di tragitto tra casa e lavoro. L'utente può anche vedere le telecamere del traffico viste di recente per una rotta particolare. Infine, l'app include anche una modalità scura, che può essere impostata dall'utente o automaticamente in base al tema del sistema. L'app UWP Skype ha anche ricevuto un aggiornamento per consentire agli utenti di inviare SMS dal proprio PC e inoltrarlo tramite il proprio dispositivo Windows Mobile. I messaggi inviati su Windows 10 Mobile saranno visibili sul PC e viceversa. Questa build include anche il supporto per l'Audio USB 2.0. |
| 10.0.14936                                        | Ramo veloce: 28 settembre 2016                            | |
| 10.0.14942                                        | Ramo veloce: 7 ottobre 2016                               | - Aggiunta barra degli indirizzi nell'Editor del Registro di sistema - Pochi miglioramenti minori verso la stabilità del sistema |
| 10.0.14946                                        | Ramo veloce: 13 ottobre 2016                              | - Nuove impostazioni di timeout dello schermo separate quando si utilizza Continuum - Aggiornamenti alla pagina delle impostazioni Wi-Fi - Nuove opzioni per impedire la correzione automatica e rimuovere una parola dal dizionario utente |
| 10.0.14951                                        | Ramo veloce: 19 ottobre 2016                              | - Interfaccia della fotocamera semplificata |
| 10.0.14955                                        | Ramo veloce: 25 ottobre 2016                              | - Aggiornamenti alle app di posta e calendario di Outlook |
| 10.0.14959                                        | Ramo veloce: 3 novembre 2016                              | |
| 10.0.14965                                        | Ramo veloce: 9 novembre 2016 Ramo lento: 17 novembre 2016 | |
| 10.0.14977                                        | Ramo veloce: 1º dicembre 2016                             | - Abilita la lettura dei libri ePUB in Microsoft Edge |
| 10.0.15007                                        | Ramo veloce: 12 gennaio 2017                              | - Angolo delle app rimosso - Zoom abilitato per tutte le pagine Web in Microsoft Edge - Miglioramenti della barra di scorrimento delle app UWP - Le app ora possono essere ripristinate - Cortana ora può controllare la riproduzione e il volume della musica - Aggiunte opzioni di ricorrenza per i promemoria Cortana - Miglioramenti dell'app impostazioni |
| 10.0.15014                                        | Ramo veloce: 19 gennaio 2017                              | - Impostazioni Wi-Fi unite nella sezione Servizi Wi-Fi nell'app Impostazioni - Migliorata la velocità di visualizzazione delle immagini HTTP su riquadri live - I pulsanti di notifica stilizzati sono allineati a destra |
| 10.0.15025                                        | Ramo veloce: 2 febbraio 2017                              | - Microsoft Edge ora può leggere ad alta voce e-book - Emoji aggiornate per Microsoft Edge - Aggiunte raccolte per l'Hub di Feedback - Supporto per audio mono |
| 10.0.15031                                        | Ramo veloce: 9 febbraio 2017                              | - Nuova icona Condividi - Bandiera arcobaleno aggiunta alla tastiera delle emoji - La tastiera delle emoji rimarrà aperta dopo aver inserito un'emoji per impostazione predefinita |
| 10.0.15043                                        | Ramo veloce: 24 febbraio 2017 Ramo lento: 2 marzo 2017    | - Migliorata riproduzione di video Continuum per Miracast |
| 10.0.15047                                        | Ramo veloce: 3 marzo 2017                                 | |
| 10.0.15051                                        | Ramo veloce: 8 marzo 2017 Ramo lento: 10 marzo 2017       | |
| 10.0.15055                                        | Ramo veloce: 10 marzo 2017                                | |

| Versioni pubbliche di Windows 10 versione 1703 | Versioni pubbliche di Windows 10 versione 1703                                       | Versioni pubbliche di Windows 10 versione 1703 |
| Versione                                       | Data di rilascio                                                                     | Novità                                         |
| ---------------------------------------------- | ------------------------------------------------------------------------------------ | ---------------------------------------------- |
| 10.0.15063                                     | Ramo veloce: 20 marzo 2017                                                           |                                                |
| 10.0.15063.2                                   | Ramo veloce: 28 marzo 2017 Ramo lento: 29 marzo 2017                                 |                                                |
| 10.0.15063.138                                 | Ramo veloce e lento: 11 aprile 2017                                                  |                                                |
| 10.0.15063.251 Version 1703                    | Ramo lento, rilascio in anteprima e rilascio pubblico: 25 aprile 2017                |                                                |
| 10.0.15063.297                                 | Ramo lento: 9 maggio 2017 Rilascio in anteprima e rilascio pubblico: 9 maggio 2017   |                                                |
| 10.0.15063.414                                 | Ramo lento: 13 giugno 2017 Rilascio in anteprima e rilascio pubblico: 13 giugno 2017 |                                                |
| 10.0.15063.447                                 | Ramo lento: June 27, 2017 Rilascio in anteprima e rilascio pubblico: 27 giugno 2017  |                                                |
| 10.0.15063.483                                 | Ramo lento: 11 luglio 2017 Rilascio in anteprima e rilascio pubblico: 11 luglio 2017 |                                                |
| 10.0.15063.502                                 | Ramo lento: 31 luglio 2017 Release preview: 31 luglio 2017                           |                                                |
| 10.0.15063.540                                 | Ramo lento: 8 agosto 2017 Rilascio in anteprima e rilascio pubblico: 8 agosto 2017   |                                                |
| 10.0.15063.608                                 | Rilascio in anteprima e rilascio pubblico: 12 settembre 2017                         |                                                |
| 10.0.15063.674                                 | Rilascio in anteprima e rilascio pubblico: 10 ottobre 2017                           |                                                |
| 10.0.15063.728                                 | Rilascio pubblico: 14 novembre 2017                                                  |                                                |
| 10.0.15063.786                                 | Rilascio pubblico: 12 dicembre 2017                                                  |                                                |
| 10.0.15063.850                                 | Rilascio pubblico: 3 gennaio 2018                                                    |                                                |
| 10.0.15063.909                                 | Rilascio pubblico: 13 febbraio 2018                                                  |                                                |
| 10.0.15063.968                                 | Rilascio pubblico: 19 marzo 2018                                                     |                                                |
| 10.0.15063.1029                                | Rilascio pubblico: 10 aprile 2018                                                    |                                                |
| 10.0.15063.1088                                | Rilascio pubblico: 8 maggio 2018                                                     |                                                |
| 10.0.15063.1155                                | Rilascio pubblico: 12 giugno 2018                                                    |                                                |
| 10.0.15063.1206                                | Rilascio pubblico: 10 luglio 2018                                                    |                                                |
| 10.0.15063.1266                                | Rilascio pubblico: 14 agosto 2018                                                    |                                                |
| 10.0.15063.1324                                | Rilascio pubblico: 11 settembre 2018                                                 |                                                |
| 10.0.15063.1390                                | Rilascio pubblico: 9 ottobre 2018                                                    |                                                |
| 10.0.15063.1446                                | Rilascio pubblico: 13 novembre 2018                                                  |                                                |
| 10.0.15063.1506                                | Rilascio pubblico: 11 dicembre 2018                                                  |                                                |
| 10.0.15063.1563                                | Rilascio pubblico: 8 gennaio 2019                                                    |                                                |
| 10.0.15063.1631                                | Rilascio pubblico: 12 febbraio 2019                                                  |                                                |
| 10.0.15063.1689                                | Rilascio pubblico: 12 marzo 2019                                                     |                                                |
| 10.0.15063.1747                                | Rilascio pubblico: 9 aprile 2019                                                     |                                                |

## Versione 1709 (Fall Creators Update)
Il Windows 10 Mobile Fall Creators Update, o Windows 10 versione 1709. Nonostante abbia condiviso un nome e un numero di versione con "Redstone 3" — rilascio per desktop è la parte di Windows 10 Mobile del ramo "Redstone 2", è il terzo aggiornamento principale di Windows 10 Mobile e il terzo in una serie di aggiornamenti sotto i nomi in codice Redstone. La prima anteprima è stata rilasciata ad Insiders il 14 aprile 2017. L'aggiornamento Fall Creators Update (Versione 1709, 10.0.15254) è stato ufficialmente rilasciato il 24 ottobre 2017.
| Versioni in anteprima di Windows 10 versione 1709 | Versioni in anteprima di Windows 10 versione 1709            | Versioni in anteprima di Windows 10 versione 1709                                 |
| Versione                                          | Data di rilascio                                             | Novità                                                                            |
| ------------------------------------------------- | ------------------------------------------------------------ | --------------------------------------------------------------------------------- |
| 10.0.15204                                        | Ramo veloce: 14 aprile 2017                                  | - Nuova pagina di privacy per l'esperienza OOBE di Windows 10 Mobile              |
| 10.0.15205                                        | Ramo veloce: 19 aprile 2017                                  |                                                                                   |
| 10.0.15207                                        | Ramo veloce: 24 aprile 2017                                  |                                                                                   |
| 10.0.15208                                        | Ramo veloce: 28 aprile 2017                                  |                                                                                   |
| 10.0.15210                                        | Ramo veloce: 4 maggio 2017                                   |                                                                                   |
| 10.0.15213                                        | Ramo veloce: 11 maggio 2017                                  |                                                                                   |
| 10.0.15215                                        | Ramo veloce: 17 maggio 2017                                  |                                                                                   |
| 10.0.16212 *ritirata                              | Tutti i rami: 1º giugno 2017                                 |                                                                                   |
| 10.0.15222                                        | Ramo veloce: 8 giugno 2017                                   |                                                                                   |
| 10.0.15223                                        | Ramo veloce: 13 giugno 2017                                  |                                                                                   |
| 10.0.15228                                        | Ramo veloce: 28 giugno 2017                                  |                                                                                   |
| 10.0.15230                                        | Ramo veloce: 13 luglio 2017                                  |                                                                                   |
| 10.0.15235                                        | Ramo veloce: 26 luglio 2017                                  | - Supporto della modalità verticale per Continuum                                 |
| 10.0.15237                                        | Ramo veloce: 2 agosto 2017                                   |                                                                                   |
| 10.0.15240                                        | Ramo veloce: 9 agosto 2017 Ramo lento: 24 agosto 2017        | - Supporto alle Emoji 5.0 - Supporto calendario lunare cinese nell'app Calendario |
| 10.0.15245                                        | Ramo veloce: 25 agosto 2017                                  |                                                                                   |
| 10.0.15250                                        | Ramo veloce: 12 settembre 2017                               |                                                                                   |
| 10.0.15252                                        | Ramo veloce: 15 settembre 2017 Ramo lento: 22 settembre 2017 |                                                                                   |

| Versioni pubbliche di Windows 10 versione 1709 | Versioni pubbliche di Windows 10 versione 1709                                                                 | Versioni pubbliche di Windows 10 versione 1709 |
| Versione                                       | Data di rilascio                                                                                               | Novità |
| ---------------------------------------------- | --- | --- |
| 10.0.15254.1 Version 1709                      | Ramo veloce e lento: 11 ottobre 2017 Rilascio in anteprima: 19 ottobre 2017 Rilascio pubblico: 24 ottobre 2017 | |
| 10.0.15254.12                                  | Rilascio pubblico: 14 novembre 2017                                                                            | |
| 10.0.15254.16                                  | Ramo veloce e lento: 12 dicembre 2017                                                                          | |
| 10.0.15254.124                                 | Rilascio in anteprima e rilascio pubblico: 12 dicembre 2017                                                    | |
| 10.0.15254.158                                 | Ramo veloce, lento, rilascio in anteprima e rilascio pubblico: 5 gennaio 2018                                  | |
| 10.0.15254.248                                 | Rilascio pubblico: 14 febbraio 2018                                                                            | |
| 10.0.15254.313                                 | Rilascio pubblico: 15 marzo 2018                                                                               | Risolve il problema in cui i PDF non possono essere visualizzati in Microsoft Edge sui telefoni Windows 10. |
| 10.0.15254.369                                 | Rilascio pubblico: 10 aprile 2018                                                                              | |
| 10.0.15254.401                                 | Rilascio pubblico: 8 maggio 2018                                                                               | |
| 10.0.15254.489                                 | Rilascio pubblico: 12 giugno 2018                                                                              | Risolve un problema relativo ai dispositivi mobili in cui i file aziendali possono essere salvati come file personali anche se il criterio di protezione delle informazioni di Windows è abilitato sul dispositivo. |
| 10.0.15254.490                                 | Rilascio pubblico: 10 luglio 2018                                                                              | |
| 10.0.15254.527                                 | Rilascio pubblico: 14 agosto 2018                                                                              | |
| 10.0.15254.530                                 | Rilascio pubblico: 11 settembre 2018                                                                           | |
| 10.0.15254.538                                 | Rilascio pubblico: 9 ottobre 2018                                                                              | |
| 10.0.15254.541                                 | Rilascio pubblico: 13 novembre 2018                                                                            | |
| 10.0.15254.544                                 | Rilascio pubblico: 11 dicembre 2018                                                                            | |
| 10.0.15254.547                                 | Rilascio pubblico: 8 gennaio 2019                                                                              | |
| 10.0.15254.552                                 | Rilascio pubblico: 12 febbraio 2019                                                                            | |
| 10.0.15254.556                                 | Rilascio pubblico: 12 marzo 2019                                                                               | |
| 10.0.15254.562                                 | Rilascio pubblico: 9 aprile 2019                                                                               | |